# 邱氏微蟹蛛
邱氏微蟹蛛（学名：Lysiteles qiuae）为蟹蛛科微蟹蛛属的动物。在中国大陆，分布于陕西等地。该物种的模式产地在陕西。